# Bayac
Bayac är en kommun i departementet Dordogne i regionen Nouvelle-Aquitaine i sydvästra Frankrike. Kommunen ligger i kantonen Beaumont-du-Périgord som tillhör arrondissementet Bergerac. År 2022 hade Bayac 356 invånare.

## Befolkningsutveckling
Antalet invånare i kommunen Bayac
Referens:INSEE